# Puente ferroviario del Corgo
El Puente ferroviario del Río Corgo, también conocida como Puente del Río Corgo o Puente del Corgo, es una infraestructura ferroviaria de las Líneas del Corgo y Duero, que atraviesa el Río Corgo en el ayuntamiento de Peso da Régua, en Portugal.

## Características
Presenta, aproximadamente, 156 metros de extensión y 6 metros de ancho.

## Historia
El tramo entre Régua y Pinhão de la Línea del Duero, del cual este puente forma parte desde la inauguración el 1 de junio de 1880; la inauguración del primer tramo de la Línea del Corgo, que también recorría este puente, se dio el 12 de mayo de 1906.
La Línea del Corgo fue desactivada por la Red Ferroviaria Nacional el 25 de marzo de 2009 por motivos de seguridad; pero el puente continua en servicio para la Línea del Duero.